# Sinofris
Sinofris (sinofridie, sprâncene concrescute, din limba greacă syn = împreună și ophrys = sprânceană, în franceză synophrys, synophridie, în engleză synophrys, synophridia) este termenul medical utilizat pentru descrierea situației în care sprâncenele se unesc pe linia mediană deasupra rădăcinii nasului. Sinofrisul este datorat unei hipertricoze a regiunii intersprâncenare, astfel încât sprâncenele par că fuzionează, dând un aspect de sprânceană unică lungă.
Sinofrisul se întâlnește:

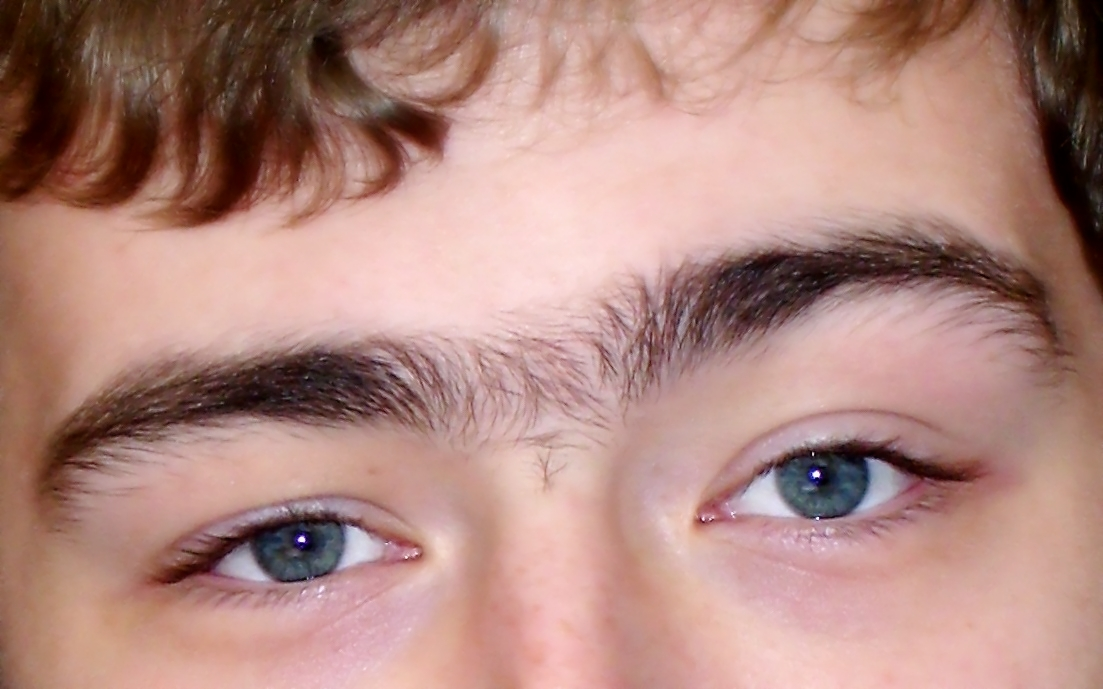
Un tânăr cu o hipertricoză între sprâncene

- Cel mai adesea ca o variantă normală la unele persoane, în special la cele cu hiperpilozitate generală.
- În unele boli și sindroame genetice:

- Sindromul Cornelia de Lange, în care este un element caracteristic, necesar diagnosticului;
- Sindromul Gorlin;
- Sindromul Smith-Lemli-Opitz;
- Sindromul Patau;
- Sindromul Waardenburg;
- Sindromul de deleție 3p;
- Displazie frontometafizară.